# Jan Mølby
Jan Mølby (Kolding, Dinamarca, 4 de julio de 1963) es un exfutbolista danés que se desempeñaba como centrocampista y que disputó gran parte de su carrera en el Liverpool FC. Disputó con su selección el Mundial de 1986.

## Clubes

### Como jugador
| Club             | País         | Año       |
| ---------------- | ------------ | --------- |
| Kolding IF       | Dinamarca    | 1981-1982 |
| AFC Ajax         | Países Bajos | 1982-1984 |
| Liverpool FC     | Inglaterra   | 1984-1995 |
| Barnsley FC      | Inglaterra   | 1995      |
| Norwich City FC  | Inglaterra   | 1985      |
| Liverpool FC     | Inglaterra   | 1995-1996 |
| Swansea City AFC | Gales        | 1996-1998 |

### Como entrenador
| Club                      | País       | Año       |
| ------------------------- | ---------- | --------- |
| Kidderminster Harriers FC | Inglaterra | 1999-2002 |
| Hull City AFC             | Inglaterra | 2002-2003 |
| Kidderminster Harriers FC | Inglaterra | 2003-2004 |

## Palmarés
AFC Ajax
- Eredivisie: 1982-83
- Copa de los Países Bajos: 1983

Liverpool FC
- FA Premier League: 1985-86, 1989-90
- FA Cup: 1986, 1992
- FA Community Shield: 1987, 1989, 1990

- Datos: Q375781
- Multimedia: Jan Mølby / Q375781